# The Rasmus (album)
Pour l’article homonyme, voir The Rasmus.
Albums de The Rasmus
Black Roses (The Rasmus)
(2008) Dark Matters (The Rasmus)
(2017)
The Rasmus est le huitième album du groupe finlandais du même nom.

## Liste des titres
Toutes les chansons sont écrites et composées par The Rasmus.
| No  | Titre                                       | Durée |
| --- | ------------------------------------------- | ----- |
| 1.  | Stranger                                    | 3:59  |
| 2.  | I'm a Mess                                  | 4:12  |
| 3.  | It's Your Night                             | 3:37  |
| 4.  | Save Me Once Again                          | 4:36  |
| 5.  | Someone's Gonna Light You Up                | 3:44  |
| 6.  | End of the Story                            | 4:10  |
| 7.  | You Don't See Me                            | 3:13  |
| 8.  | Somewhere                                   | 5:29  |
| 9.  | Friends Don't Do Like That                  | 4:27  |
| 10. | Sky                                         | 3:59  |
| 11. | Mysteria                                    | 3:39  |
| 12. | Stranger (Felix Zenger Beatbox Remix)       | 3:17  |
| 13. | Stranger Wanderer (Remix by DJ Tuhat)       | 3:31  |
| 14. | Sky (Piano by Aynsley Green)                | 3:51  |
| 15. | Save Me Once Again (Piano by Aynsley Green) | 2:47  |